# Siegfried Ratzlaff

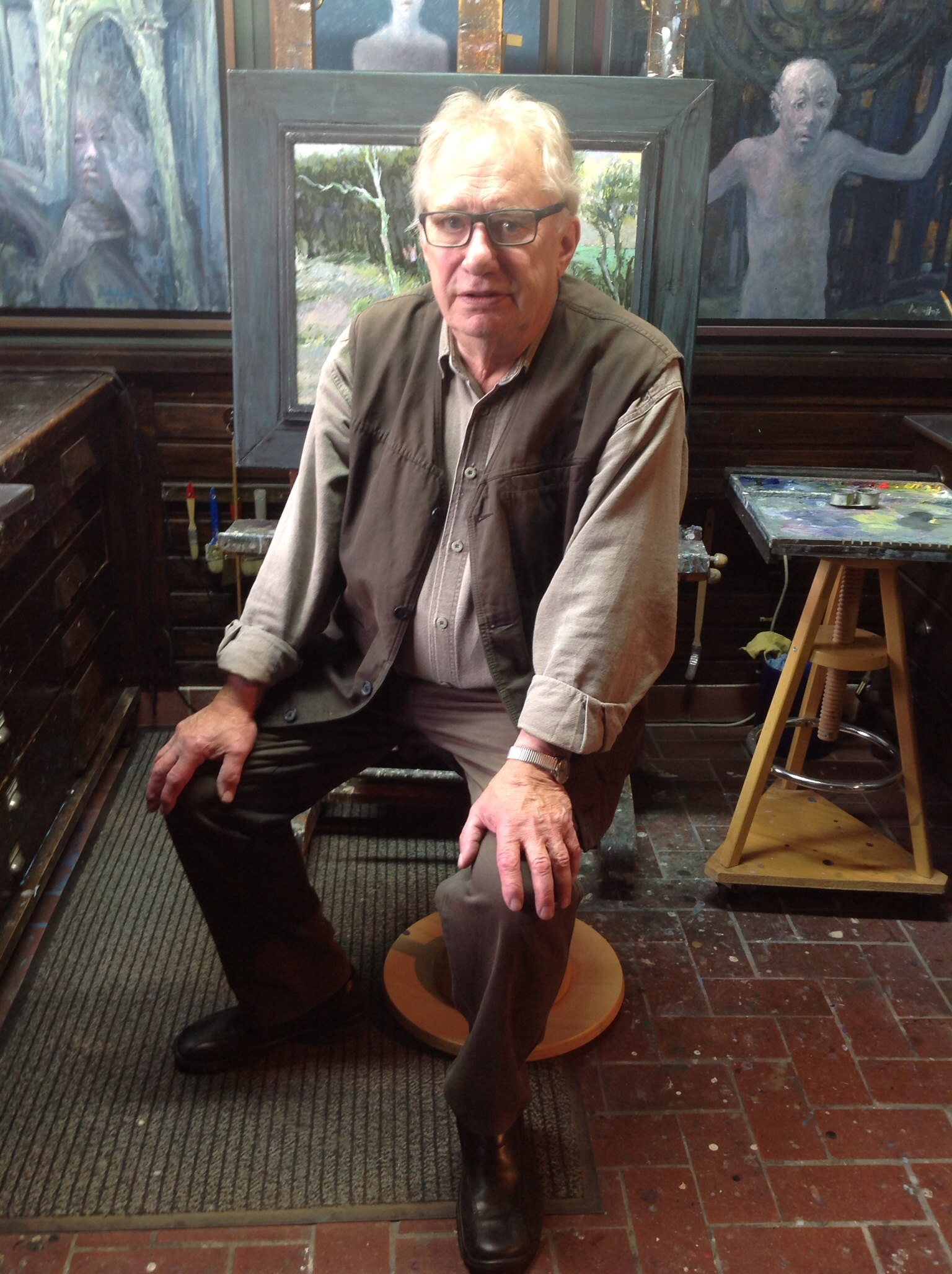
Siegfried Ratzlaff im September 2013

Siegfried Ratzlaff (* 14. Februar 1934 in Vangerow, Landkreis Köslin, Pommern) ist ein deutscher Maler, Grafiker und Hochschullehrer. Er entwickelte maßgeblich die Decelithstich-Technik als Ergänzung zum Holzstich.

## Leben
Nach dem Gymnasium in Arnstadt 1949–1953 begann Siegfried Ratzlaff 1953 das Studium der Kunsterziehung an der Karl-Marx-Universität Leipzig. Ein künstlerischer Abschluss erfolgte im Fach Plastik; künstlerische Lehrer waren Elisabeth Voigt, Hans Schulze, Heinz Olbrich, Kurt Biegholdt. Von 1957 bis 1959 arbeitete Siegfried Ratzlaff als Kunsterzieher an der Martin-Luther-Oberschule in Eisleben. 1959 Beginn der Lehrtätigkeit (künstlerische Praxis Malerei/Grafik) an der Karl-Marx-Universität. Dem folgte von 1961 bis 1963 ein Externstudium an der Hochschule für Bildende Künste Dresden bei Lea Grundig.
Nach der Berufung zum Dozenten für bildende Kunst im Fachbereich Kunsterziehung 1970 erhielt Siegfried Ratzlaff 1978 eine Berufung zum Professor mit künstlerischer Lehrtätigkeit für Malerei und Grafik an der Sektion Kultur- und Kunstwissenschaften der Karl-Marx-Universität Leipzig. Bis zu seinem Ausscheiden 1993 (Vorruhestand) war Siegfried Ratzlaff Leiter der Fachgruppe Bildende Kunst am Institut für Kunsterziehung der Universität Leipzig.
Siegfried Ratzlaff lebt in Leipzig.
Studienreisen führten ihn in die Sowjetunion (1967 Kiew, 1974 Kasan/Rostow), die Tschechoslowakei (1975 Olomouc, Prag, Bratislava), Bulgarien (1977, 1979, 1981, 1983, 1987), nach Dänemark (1992), London (1997 und 1998), in die Provence (2001) und nach Schottland (2003).
Siegfried Ratzlaff war von 1963 bis 1990 Mitglied im Verband Bildender Künstler der DDR und von 1998 bis 2002 Stellvertretender Vorsitzender des Bundes Bildender Künstler Leipzig (BBKL).

## Werke (Auswahl)
- 1963 Kinder unseres Hauses (Radierung)[2]

- 1963 Kinderkarussell (Decelithstich)
- 1967 Landschaft bei Augustusburg (Kaltnadel)
- 1973 Schlagersängerin (Decelithstich)
- 1973 grafische Blattfolge „Jugend“ (Decelithstich)
- 1976 Thomas Münzer und der deutsche Bauernkrieg (Metallätzung)
- 1979 Folge zu Louis Fürnberg „Das Fest des Lebens“
- 1981 Mundharmonikaspieler (Druckgrafik, 46 × 30 cm)
- 1984 Paar (Kaltnadel)
- 1987, 1989, 1999 Folge zu Tschingis Aitmatow „Der Tag zieht den Jahrhundertweg“ (Handzeichnungen), (Tafelbilder), (Tempera/Öl auf Leinwand)
- 1988 Selbst im kalten Atelier (Tempera/Öl/Leinwand)
- 1993 Der Wald (Tempera/Öl)
- 1994 Uta (Tempera/Öl auf Leinwand)
- 1996 Auch ein Parisurteil (Tempera/Öl/Leinwand)
- 1997 Akt mit Schneiderpuppe (Acryl/Öl/Sperrholz)
- 1998 Akt auf Drehhocker (Acryl/Öl/Leinwand)
- 1999 Karussell in Fontainerbleau (Acryl/Öl)
- 2000 Livia vor Bäumen (Acryl/ Öl)
- 2001 Bildfolge Schottland (Acryl/Öl)
- 2002 Das Reich der Mitte II (Acryl/Öl)
- 2003 Bildfolge zu Berlios „Die Trojaner“ 6 Bilder
- 2003 Hoffnungen und Ahnungen der Dido (Acryl)
- 2007 Wenn Menschen die Arme öffnen werden Kreuze (Acryl/Öl)
- 2008 Venus Kallipygos (Acryl/Leinwand)
- 2010 ER (Acryl/Öl)
- 2011 Modelle (Acryl/Öl)
- 2011 Liane (Acryl/Öl Leinwand)
- 2013 Spiegelfrei (Acryl/Öl)
- 2013 Früher Abend am Teich (Acryl/Leinwand)

## Ausstellungen (Auswahl)
- 1965 Bad Kösen, Museum Romanisches Haus
- 1977 Kunst im Klinikum „St. Georg“ Leipzig
- 1979 Ausstellungen in Rochlitz, Geringswalde und Penig
- 1978 Leipzig, Galerie Kunst der Zeit
- 1980 Weimar, Galerie im Cranachhaus (mit Herbert Schulze-Crinitz)
- 1984 Leipzig, Galerie im Hörsaalbau (Druckgrafiken, Handzeichnungen)
- 1985 Rochsburg, Museum
- 1990 Döbeln, Kulturbund, Kleine Galerie
- 1994 Rechtsanwaltsbüro Hager-Weidauer-Zebisch-Zirnstein Leipzig
- 1995 Augsburger Gesellschaft für Lehmbau
- 1995 Querfurt, Museum Burg Querfurt
- 1997 Delitzsch
- 1999 art Kapella Schkeuditz
- 2000 Industrie- und Handelskammer Leipzig
- 2003 Barthels Hof - Webers Hof Leipzig
- 2004 BDO Deutsche Warentreuhand Aktiengesellschaft Leipzig
- 2004 Kunstkaufhaus Leipzig
- 2005 Hotel Schloss Machern
- 2006 Gesehen - Erfunden / Galerie Kugel Naunhof
- 2007 Projektgalerie des Bundes Bildender Künstler Leipzig
- 2008 Kunsthaus „Tiefer Keller“ Merseburg
- 2008 Bild und Ton Wurzen
- 2009 Rosa-Luxemburg-Stiftung Leipzig
- 2014 Galerie im cCe Kulturhaus Leuna
- 2014 art Kapella Sckeudiz
- 2016 Dentale Leipzig Siegfried Ratzlaff – Meine Bilder
- 2020 MANUS LOQUENS, Galerie Koenitz, Leipzig[3]
- 2024 Retrospektive Galerie Hotel Leipziger Hof[4]